# Moacir Santos

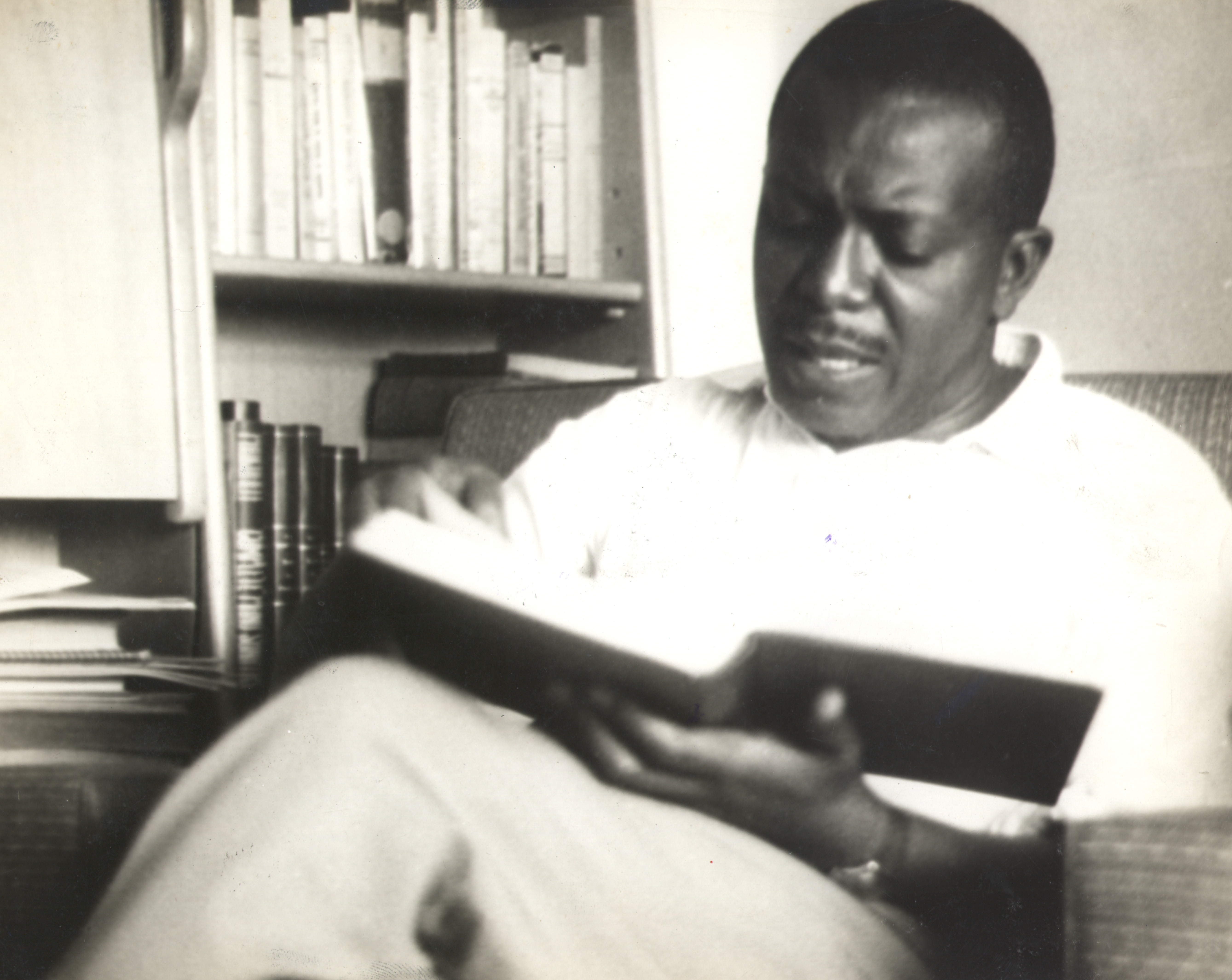
Moacir Santos (1964)

Moacir José dos Santos (* 26. Juli 1926 in Flores; † 6. August 2006 in Pasadena) war ein brasilianischer Arrangeur, Songwriter, Filmkomponist, Sänger und Saxophonist. Er gilt als einer der wichtigen Arrangeure, die in den 1950er Jahren die Harmonien der Música Popular Brasileira erneuert haben.

## Leben und Wirken
Santos, der als Waisenkind aufwuchs, wurde zunächst von der lokalen Band Flores do Pajeú beeinflusst; nachdem er Unterricht durch deren Leiter Paixão erhielt, wurde er mit 14 Jahren Mitglied, um Saxophon, Klarinette, Trompete, Banjo, Gitarre und Schlagzeug zu spielen. Zwei Jahre später verließ er die Gruppe, um bis 1943 im Nordosten Brasiliens tätig zu sein; dann war er bei Rádio Clube de Pernambuco beschäftigt. 1945 gehörte er zum Orchester der Militärpolizei in Paraíba, dann zur Jazzband von Rádio Tabajara da Paraíba, deren Dirigent er 1947 wurde. 1948 zog er nach Rio de Janeiro, wo er im Clube Brasil Danças wirkte – zunächst als Saxophonist, dann als musikalischer Leiter und Arrangeur. Daneben war er bei Rádio Nacional als Solist im Orquestra do Maestro Chiquinho bis 1967 beschäftigt. Nach einer Ausbildung bei Hans-Joachim Koellreutter wurde er zudem 1951 einer der Arrangeure für Rádio Nacional.
1954 ging Santos nach São Paulo, wo er das Orchester von TV Record leitete. Zwei Jahre später wurde er Orchesterleiter bei Copacabana Discos. Daneben arrangierte er für Vinicius de Moraes und andere Künstler. Er verfasste die Musik zu mehreren Spielfilmen wie Os Fuzis (1964) oder Ganga Zumba (1963). Erst 1964 veröffentlichte Santos sein Debütalbum Luiza. 1967 verließ er Rádio Nacional und zog in die USA, wo er in Pasadena Musikunterricht gab, bevor er von Horace Silver entdeckt wurde. 1968 holte ihn Henry Mancini in sein Filmmusik-Team. Sein Album Maestro (1972) wurde für einen Grammy nominiert. Weitere Alben folgten.
Er verfasste Songs wie „Nanã“ (gemeinsam mit Mário Teles), der mehr als 150 mal aufgenommen wurde (unter anderem von Herbie Mann, Gil Evans und Kenny Burrell) oder „Coisas“; mit Vinicius de Moraes, der ihn in seinem „Samba da Benção“ herausstellte, schrieb er „Triste de Quem“, „Menino Travesso“, „Se Você Disser Que Sim“ und „Lembre-Se“.
1985 eröffnete er gemeinsam mit Radamés Gnattali in Rio de Janeiro das I Free Jazz Festival. 1996 wurde er für seine Verdienste als Offizier des Rio-Branco-Ordens ausgezeichnet. Die Originalarrangements zahlreicher Songs von Santos wurden von Mário Adnet und Zé Nogueira transkribiert und mit Milton Nascimento, João Bosco, Joyce, João Donato, Djavan, Gilberto Gil, Ed Motta sowie Santos auf dem Doppelalbum Ouro Negro (2001), veröffentlicht und mehrfach live in Brasilien vorgestellt.
Allmusic zählt Paulo Moura, Oscar Castro-Neves, Baden Powell, Maurício Einhorn, Geraldo Vespar, Bola Sete, Sérgio Mendes, Dom Um Romão, João Donato, Roberto Menescal, Carlos Lyra, Dori Caymmi, Airto Moreira und Flora Purim zu seinen Schülern.

## Diskographie
- 1964: Luiza (RCA Victor)
- 1965: Coisas (Forma)
- 1972: Maestro (Blue Note, mit Clare Fischer, Don Menza, Ray Pizzi, Joe Pass u. a.)
- 1974: Saudade (Blue Note)
- 1975: Carnival of the Spirits (Blue Note)
- 1979: Opus 3, No. 1 (Discovery, rec. 1968/1978)
- 2004: Ouro Negro (Adventure Music)
- 2005: Choros & Alegria (Adventure Music)

mit Kenny Burrell
- Both Feet on the Ground (Fantasy Records, 1973)